# Economia războiului
Economia războiului se referă la ansamblul activităților economice și financiare care susțin un război. Aceasta implică redistribuirea resurselor economice pentru a sprijini obiectivele militare, mobilizarea forțată a forței de muncă, creșterea producției de bunuri și servicii necesare pentru război (armament, echipamente, aprovizionare cu alimente etc.), precum și stabilirea unor strategii economice pentru a susține efortul de război pe termen lung.
Războiul este adesea folosit ca o ultimă soluție pentru a preveni deteriorarea condițiilor economice sau crizele monetare, în special prin extinderea serviciilor și a locurilor de muncă în domeniul militar și, simultan, prin depopularea anumitor segmente ale populației pentru a elibera resurse și a restabili ordinea economică și socială. O economie de război temporară poate fi privită ca o modalitate de a evita necesitatea unei militarizări mai permanente.

## Economii de război
Statele Unite au o istorie foarte complexă în ceea ce privește economiile de război. Multe dintre exemplele semnificative au avut loc în secolul XX, perioadă în care conflictele principale ale țării au fost Primul Război Mondial, Al Doilea Război Mondial, Războiul din Coreea și Războiul din Vietnam.
Germania a experimentat o devastare economică în timpul ambelor războaie mondiale. Aceasta nu a fost rezultatul unui plan economic defectuos, ci din metodei de a aborda reconstrucția după război.

### Primul Război Mondial

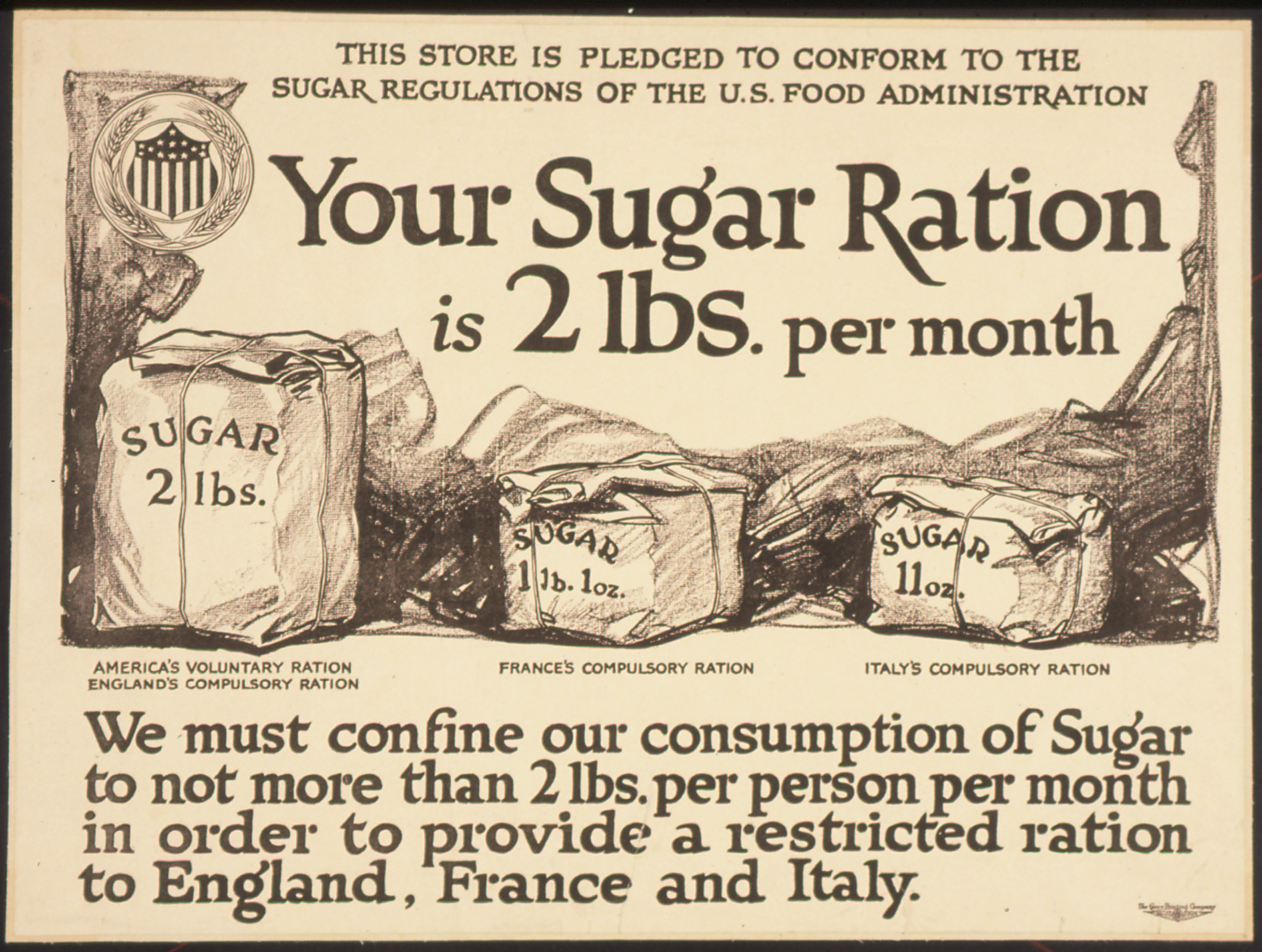
Un poster american din Primul Război Mondial care explică rațiile de zahăr. Zahărul era conservat pentru a asigura țările aliate din Europa și pentru a sprijini efortul de război.

În mobilizarea pentru Primul Război Mondial, Statele Unite și-au extins puterile guvernamentale prin crearea unor instituții precum Consiliul Industriei de Război (WIB) pentru a sprijini producția militară. Altele, precum Administrația Combustibilului, au introdus ora de vară pentru a economisi cărbune și petrol, în timp ce Administrația Alimentară a încurajat producția mai mare de cereale și „a mobilizat un spirit de auto-sacrificiu mai degrabă decât raționalizarea obligatorie.” Propaganda a jucat, de asemenea, un rol important în obținerea sprijinului pentru diverse inițiative, de la impozite până la conservarea alimentelor.
În timpul Primului Război Mondial, sectorul agricol german a fost lovit sever de cerințele efortului de război. Mulți dintre lucrători au fost înrolați, iar o mare parte din hrană a fost alocată trupelor, ceea ce a dus la o penurie. „Autoritățile germane nu au reușit să rezolve problema penuriei de alimente, dar au implementat un sistem de raționalizare a alimentelor și mai multe plafoane de preț pentru a preveni speculațiile și profitul ilicit. Din păcate, aceste măsuri nu au avut succesul dorit.”

### Al Doilea Război Mondial

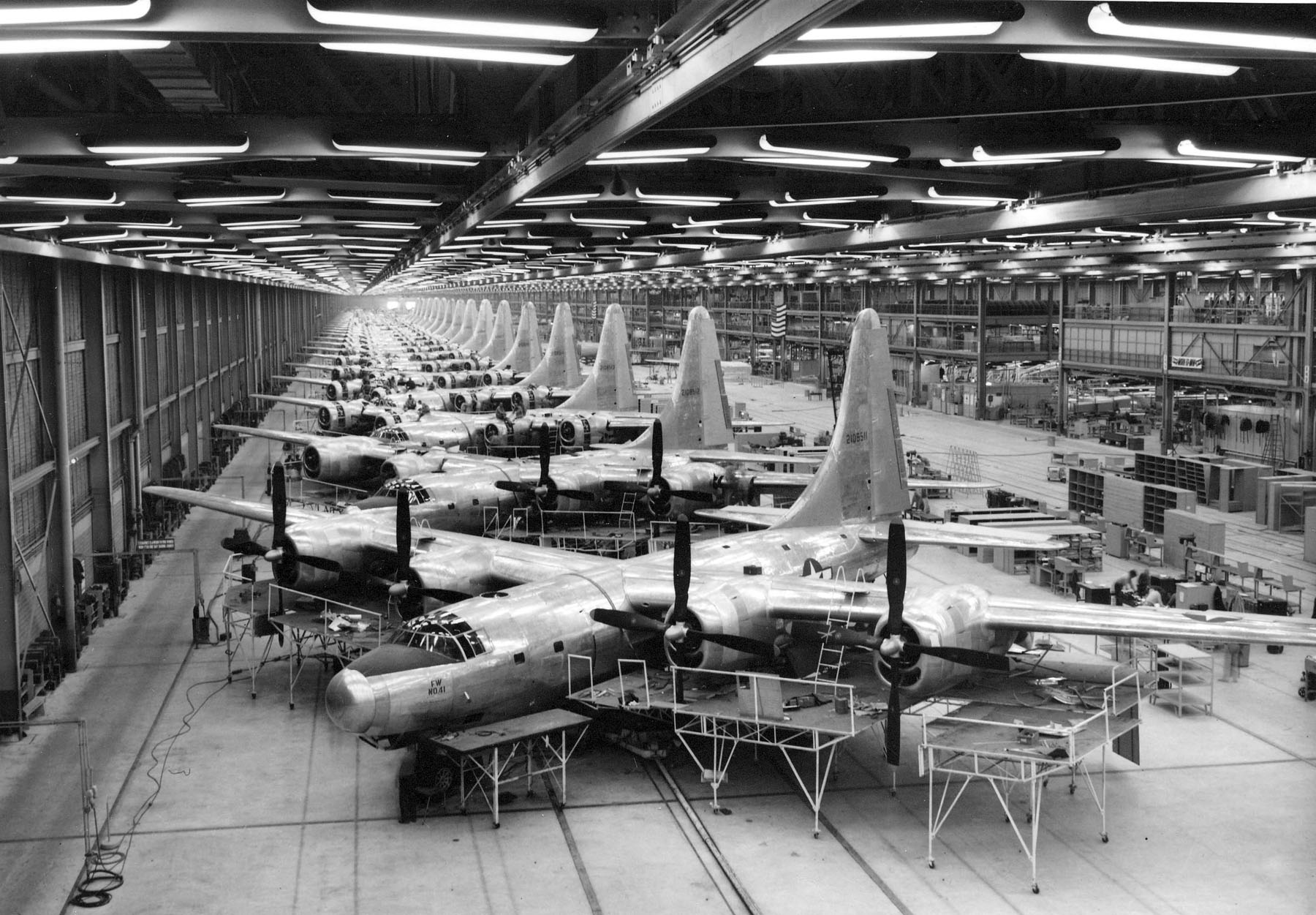
Producția în masă a avioanelor B-32 Dominator în Texas, în timpul celui de-al Doilea Război Mondial

În cazul celui de-al Doilea Război Mondial, guvernul american a adoptat măsuri similare pentru a-și crește controlul asupra economiei. Căderea Franței și evacuarea de la Dunkirk prin Canalul Mânecii înainte de Bătălia Angliei au fost factorii declanșatori care au fost necesari pentru a începe conversia țării într-o economie de război, iar adoptarea Legii Flotei pe Două Oceanuri din iulie 1940 a oferit baza pentru această schimbare. Atacul asupra Pearl Harbor din 1941 a prelungit și extins aceste măsuri. Washington-ul a considerat că era necesară o birocrație mai mare pentru a ajuta la mobilizare. Guvernul a mărit taxele, care au acoperit jumătate din costurile războiului, și a împrumutat bani sub formă de obligațiuni de război pentru a acoperi restul cheltuielilor.„Instituțiile comerciale, cum ar fi băncile, au cumpărat, de asemenea, miliarde de dolari în obligațiuni și alte titluri de trezorerie, deținând mai mult de 24 de miliarde de dolari la sfârșitul războiului.” Crearea unui număr de agenții a ajutat la direcționarea resurselor către efortul de război. Una dintre agențiile proeminente a fost Consiliul de Producție pentru Război (WPB), care „a acordat contracte de apărare, a alocat resurse rare, cum ar fi cauciucul, cuprul și petrolul, pentru utilizarea militară și a convins afacerea să se convertească în producția militară.” Statele Unite au produs în masă multe vehicule, cum ar fi nave, avioane (de exemplu, North American P-51 Mustang), jeepuri (de exemplu, Willys MB) și tancuri (de exemplu, M4 Sherman). Două treimi din economia americană fuseseră integrate în efortul de război până la sfârșitul anului 1943. Datorită cooperării masive între guvern și entitățile private, s-ar putea argumenta că măsurile economice adoptate înainte și în timpul celui de-al Doilea Război Mondial au contribuit la victoria Aliaților.

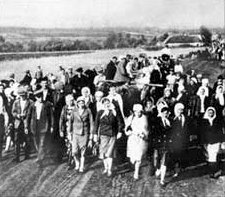
Ucrainenii erau deportați în Germania pentru a servi ca sclavi în 1942

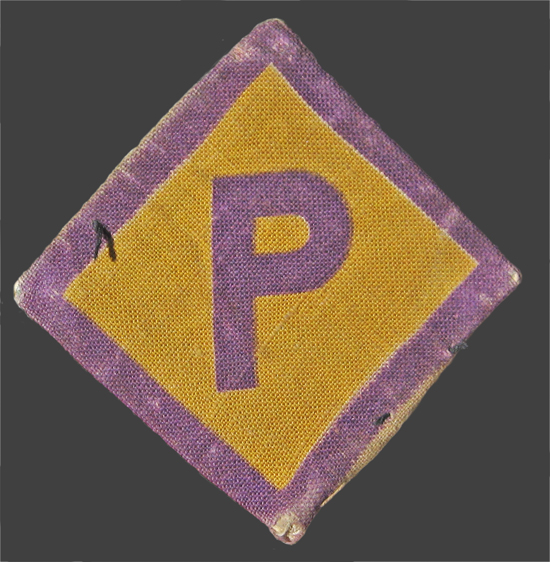
Insigna impusă muncitorilor polonezi

În perioada care a precedat Al Doilea Război Mondial, naziștii au introdus politici noi care nu doar că au dus la scăderea ratei șomajului, dar au creat și o mașinărie de război competentă, în clară încălcare a Tratatului de la Versailles. Al Treilea Reich a implementat recrutarea și a construit fabrici pentru a-și sprijini armata aflată într-o expansiune rapidă. Ambele măsuri au creat locuri de muncă pentru mulți germani care se confruntau cu colapsul economic de după Primul Război Mondial. Totuși, în timp ce rata șomajului a scăzut considerabil, „până în 1939, datoria guvernamentală ajunsese la mai mult de 40 de miliarde de Reichsmark (echivalentul a 178 miliarde de euro în 2021)”. În timpul războiului, Germania a exploatat masiv economiile țărilor pe care le-a cucerit. Cea mai importantă dintre acestea, conform istoricilor Boldorf și Scherner, a fost Franța. Acest lucru este susținut și de faptul că, mai târziu, autorii dezvăluie cum economia Franței a contribuit cu 11 procente din venitul național al Germaniei în timpul ocupației, acoperind cinci luni din venitul total al Germaniei în timpul războiului. Folosind șantajul și munca forțată, naziștii au sustras o mare parte din producția economică a Franței. De exemplu, în primele luni ale ocupației germane, Franța de la Vichy a fost forțată să plătească o taxă de „cazare” de douăzeci de milioane de reichsmark pe zi. Se presupunea că taxa reprezenta plata pentru forțele de ocupație naziste. În realitate, banii erau folosiți pentru a susține economia de război. Germania a folosit numeroase metode pentru a sprijini efortul de război. Cu toate acestea, capitularea Germaniei în fața Aliaților face dificil de spus ce ar fi generat politicile economice ale naziștilor pe termen lung.

### Astăzi
Statele Unite au fost implicate în numeroase intervenții militare în Orientul Mijlociu și America Latină începând cu anii 1960 și se află într-o stare continuă de război de la atacurile din 11 septembrie. Țara are un buget militar anual mai mare decât al Indiei, Chinei, Rusiei, Regatului Unit, Germaniei, Arabiei Saudite și Franței la un loc.
Armenia este un alt exemplu care a urmat principiile economiei de război, mai ales în timpul celui de-al Doilea Război din Nagorno-Karabakh din 2020. Mica țară din Caucaz a fost blocată, dar totuși și-a crescut bugetul militar după 2018, când acesta a ajuns la 640 de milioane de dolari. În 2019, cheltuielile pentru apărare reprezentau 18,8% din bugetul total al țării. Pe lângă mobilizarea resurselor financiare, Armenia a declarat mobilizarea și a concentrat capitalul uman (voluntari, medici și soldați).

## Finanțele războiului
Finanțele de război sunt o ramură a economiei apărării. Puterea unei armate depinde de baza sa economică și, fără acest suport financiar, soldații nu vor fi plătiți, armele și echipamentele nu pot fi fabricate, iar hrana nu poate fi cumpărată. Prin urmare, victoria în război implică nu doar succesul pe câmpul de luptă, ci și puterea economică și stabilitatea economică a unui stat. Finanțele de război cuprind o gamă largă de măsuri financiare, inclusiv inițiative fiscale și monetare folosite pentru a finanța cheltuielile costisitoare ale unui război.
Măsurile de finanțare a războiului pot fi clasificate în trei categorii principale:
- impunerea de taxe;
- strângerea de datorii - împrumuturi
- crearea unei noi mase monetare - inflație

Astfel, aceste măsuri pot include impunerea de taxe specifice, creșterea și lărgirea domeniului taxării existente, strângerea de împrumuturi obligatorii și voluntare de la public, organizarea de împrumuturi de la state suverane străine sau instituții financiare și crearea de bani de către guvern sau autoritatea bancară centrală.
De-a lungul istoriei civilizației umane, de la vremurile antice până în era modernă, conflictele și războaiele au implicat întotdeauna strângerea de resurse, iar finanțele de război au rămas, într-o formă sau alta, o parte majoră a oricărui plan de economie de apărare.
De exemplu, economia a jucat un rol important în Imperiul Roman. Războaiele brutale dintre Imperiul Roman și Cartagina au fost foarte costisitoare, atât de mult încât Roma a rămas fără bani într-o perioadă. Economia romană din acea perioadă era o economie pre-industrială, ceea ce înseamnă că majoritatea lucrătorilor, până la 80% dintre ei, erau implicați în domeniul agricol. Practic toate taxele colectate de guvern erau cheltuite pe operațiunile militare, care reprezentau aproximativ 80% din întregul buget în jurul anului 150. Din cauza marii poveri financiare pe care o întreținere a operațiunilor militare o impunea asupra economiei, au fost gândite tehnici pentru a ajuta la soluționarea acestei poveri. Una dintre aceste tehnici a fost procesul de depreciere a monedei. Aceasta a fost folosită în multe țări care foloseau monede din metale prețioase, iar acestea le depreciat. Totuși, acest proces nu a durat mult, deoarece inflația a început să crească. Diverse guverne aflate la conducere au încercat să limiteze costul ridicat al inflației prin noi reforme, dar unele dintre încercările lor au avut efecte tot mai grave pe măsură ce birocrația guvernamentală creștea și cheltuielile uriașe pentru plăți sociale către populația în creștere se adânceau.
Prădarea și jafurile pot juca un rol în economiile de război. Acest lucru implică luarea bunurilor prin forță ca parte a unei victorii militare sau politice și a fost folosit ca o sursă semnificativă de venituri pentru statul învingător. În timpul primului Război Mondial, când germanii au ocupat Belgia, fabricile belgiene au fost forțate să producă bunuri pentru efortul german sau să își demonteze mașinile și să le ducă înapoi în Germania, împreună cu mii de muncitori belgieni sclavi din fabrici.

### Taxe
Creșterea impozitelor este adesea nepopulară din punct de vedere intern, deoarece oamenii știu că taxele mai mari le reduc capacitatea individuală de a investi și consuma. Drept urmare, creșterea impozitelor într-o populație reticentă la taxe pentru a finanța un război poate duce la sentimente anti-război răspândite. Mai mult, taxele confiscă o parte din munca și capitalul populației. În timpul Primului Război Mondial, Statele Unite și Marea Britanie au finanțat fiecare un sfert din costurile lor de război prin creșterea taxelor, în timp ce în Austria contribuția taxelor la cheltuieli a fost zero. Guvernul britanic a considerat că sunt o excepție de la această regulă generală și și-au văzut bogăția și stabilitatea financiară ca unul dintre cele mai puternice active pentru a duce războiul. Astfel, taxa pe venit a fost majorată de la 5,8% în 1913 la puțin peste 30% în 5 ani, în 1918. Pragul a fost redus pentru ca milioane de oameni să fie obligați să plătească taxa pe venit.

### Împrumuturi
Pentru guvern, o altă soluție pentru a finanța războiul este să își crească datoria. Când a început Marele Război, majoritatea țărilor presupuneau că războiul va fi scurt, mai ales în fața celor mai puternici aliați, Statele Unite, Marea Britanie și Franța. Nu vedeau necesitatea de a crește taxele, deoarece ar fi fost dificil din punct de vedere politic. Însă, s-a dovedit că acest război a avut un cost financiar extraordinar și astfel s-a considerat că ar fi cel mai bine să-l plătească prin împrumuturi și astfel să transfere costurile războiului către generațiile viitoare.
Guvernul poate emite obligațiuni care sunt cumpărate de creditori, de obicei băncile centrale. Sacrificiile sunt amânate, guvernul va trebui în viitor să le ramburseze cu dobândă. Există multe exemple în istoria războaielor, cunoscute sub numele de „obligațiuni de război”. Obligațiunile de război erau titluri de datorie emise de guvern pentru a finanța operațiunile militare și mecanismele de apărare în timpul unui război. În practică, războiul poate fi finanțat prin crearea unei noi mase monetare, adăugând bani suplimentari în sistemul financiar, iar funcția acestor obligațiuni era de a ajuta la controlul creșterii inflației și de a o menține stabilă.
În timpul unui război, în special în timpul Primului Război Mondial, guvernele aveau nevoie de toți banii suplimentari pe care îi puteau obține pentru a ajuta la plata echipamentelor și proviziilor de război. Publicitatea acestor obligațiuni era realizată prin multe canale media și materiale de propagandă pe radio, în reclame la cinema și în ziare pentru a convinge mulțimea mare din populația țărilor respective. Guvernul Statelor Unite, în timpul Primului Război Mondial, a cheltuit peste 300 de milioane de dolari, ceea ce se convertește în peste 4 miliarde de dolari în piața financiară de azi. Oamenii cumpărau aceste obligațiuni care arătau ca timbre, pentru 10 sau 15 cenți fiecare, de la guvern, iar guvernul promitea să le returneze cu dobândă după o perioadă de 10 ani sau mai mult.
Consecințele economice ale acestei metode de finanțare sunt mai puțin directe pentru populație, dar la fel de importante. Dobânzile plătite pot fi văzute ca o redistribuție pură a bogăției. Mai mult, o acumulare de datorii care devine prea importantă poate afecta economia unei țări, prin capacitatea sa de a-și rambursa datoriile.

### Inflație
Guvernul poate tipări mai mulți bani pentru a plăti pentru război, dar asta duce la inflație, ceea ce reduce puterea de cumpărare a oamenilor și poate fi considerat o formă de taxare. Inflația afectează mai mult pe cei cu venituri fixe și poate reduce producția unei țări.
În timpul Primului Război Mondial, multe țări au început să tipărească mai mulți bani, abandonând standardul aurului în 1914. De exemplu, în Marea Britanie și Germania, masa monetară a crescut cu 1151%, respectiv 1141%. O mare parte din acești bani au fost folosiți pentru împrumuturi de război, în timp ce prețurile erau controlate.

### Finanțarea războiului: Împrumuturi vs. Taxe
Când un conflict duce la cheltuieli guvernamentale mari, populația care plătește poate face acest lucru fie direct (prin taxe), fie indirect (prin împrumuturi sau inflație). Împrumuturile sunt preferate din punct de vedere politic, deoarece nu afectează imediat populația și pot transfera costurile unui guvern viitor, în timp ce taxele au un impact direct și imediat asupra cetățenilor. Împrumuturile sunt o metodă acceptată pentru a finanța cheltuielile guvernamentale, iar efectele sale negative sunt amânate. Deși împrumuturile cresc datoria națională, ele sunt mai puțin vizibile pentru critici, iar liderii preferă acest mod de finanțare pentru a evita repercusiunile politice imediate.

## Efectele războiului
Războiul are un impact devastator asupra tuturor aspectelor vieții, iar efectele sale pot dura mult timp după ce conflictele se încheie. Aceste efecte pot fi atât directe, cât și indirecte, având repercusiuni asupra economiei, infrastructurii, sănătății publice și, cel mai important, asupra vieților oamenilor.

### Impactul asupra civililor și soldaților
În timpul unui război, soldații și civilii trăiesc experiențe extrem de diferite. Soldații sunt direct implicați în lupte, iar efectele fizice ale războiului asupra lor sunt adesea vizibile și tragice. Pe de altă parte, civilii, deși nu participă activ în conflicte, suferă în moduri adesea mai profunde, mai ales femeile și copiii, care sunt vulnerabili la atrocitățile comise în timpul războiului.
Conflictele armate recente au arătat un trend îngrijorător: din ce în ce mai multe războaie interne și conflicte civile vizează direct populația civilă. Aceasta nu doar că suferă din cauza pierderii de vieți omenești, dar este și ținta atacurilor asupra infrastructurii civile, inclusiv spitale, școli și locuințe. În plus, multe dintre aceste conflicte generează migrarea forțată a populațiilor, ceea ce contribuie la un număr crescut de refugiați.

### Distrugerea infrastructurii

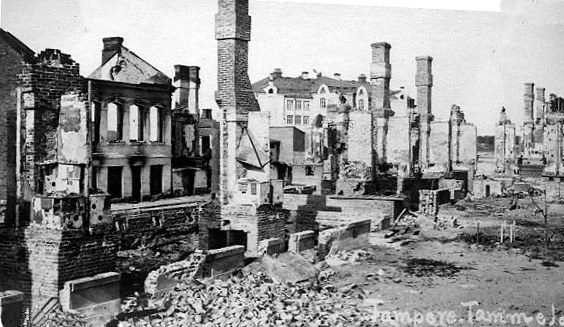
Orașul Tampere, distrus după Războiul Civil Finlandez din 1918

Distrugerea infrastructurii poate duce la un colaps catastrofal al structurii sociale interconectate, afectând serviciile esențiale, educația și sistemul de sănătate. Deteriorarea sau distrugerea școlilor și a infrastructurii educaționale a dus la scăderea nivelului de educație în multe țări afectate de război. În plus, distrugerea unor elemente cheie ale infrastructurii poate perturba grav alte sisteme, cum ar fi economia. De exemplu, distrugerea rutelor de transport într-un oraș poate face imposibilă funcționarea normală a economiei. Adesea, facțiunile aflate în conflict distrug poduri pentru a se izola de atacatori, ceea ce creează bariere atât pe termen scurt, afectând evacuarea civililor, cât și pe termen lung, schimbând granițele de control.

### Forța de muncă
Războiul afectează profund forța de muncă, generând pierderi de vieți omenești, modificări demografice și migrarea refugiaților, ceea ce duce la scăderea productivității. În timpul războaielor, bărbații sunt trimiși pe front, iar femeile preiau locurile de muncă lăsate libere. Aceasta provoacă schimbări economice semnificative, deoarece, după război, multe femei doresc să își păstreze locurile de muncă.
De exemplu, în timpul Războiului Iran-Irak, lipsa forței de muncă masculine a permis femeilor să intre în domenii de muncă anterior inaccesibile. Fenomene similare au avut loc în timpul celui de-al Doilea Război Civil Liberian și al genocidului din Rwanda, unde femeile au preluat locurile de muncă ale soților lor, contribuind la o mai mare egalitate economică.

### Costul de oportunitate
Militarizarea excesivă are un impact economic semnificativ, deoarece resursele alocate apărării sunt redirecționate de la dezvoltarea socială și economică. În plus față de impactul economic direct, militarizarea aduce și costuri ascunse, precum efectele negative asupra sănătății cauzate de cercetarea, dezvoltarea, testarea și eliminarea în siguranță a armelor, în special a celor nucleare, biologice și chimice.
În 2011, cheltuielile militare globale au fost estimate la 1.738 de miliarde de dolari, echivalentul a 4,7 miliarde de dolari pe zi sau 249 de dolari per persoană. Studiile arată că doar 5% din această sumă ar fi fost suficientă pentru a îndeplini Obiectivele de Dezvoltare până în 2015.

### Copiii și conflictele armate
Războiul expune copiii la violență, foamete, boli și traume psihologice cu efecte pe termen lung. Fie că sunt martori ai distrugerii, victime ale conflictului sau chiar implicați direct în lupte, copiii suportă consecințe devastatoare. Războiul duce la deplasarea forțată a milioane de copii, care sunt separați de familii și nevoiți să trăiască în tabere de refugiați sau în condiții precare. Acești copii se confruntă cu insecuritate alimentară, lipsa accesului la educație și riscul crescut de exploatare și abuz.
Copiii reprezintă o proporție semnificativă a victimelor civile în conflictele armate. Mulți sunt uciși sau răniți în atacuri asupra zonelor populate, alții mor din cauza lipsei de hrană, apă sau asistență medicală. Războiul distruge infrastructura esențială, inclusiv spitale și școli, ceea ce agravează situația copiilor aflați în zone de conflict. Copiii care trăiesc în zone de conflict dezvoltă frecvent tulburări de stres posttraumatic, anxietate și depresie. Expunerea la violență afectează dezvoltarea lor emoțională și socială, având consecințe asupra viitorului lor și al comunităților din care provin.
În unele conflicte, copiii sunt recrutați de grupuri armate și obligați să lupte, să transporte provizii sau să îndeplinească alte sarcini periculoase. Acești copii sunt expuși la violență extremă și adesea forțați să comită atrocități. Fetele recrutate sunt de multe ori supuse exploatării sexuale și căsătoriilor forțate. Se estimează că există aproximativ 300.000 de copii-soldați la nivel global, dintre care 40% sunt fete.

### Strămutarea populației

Refugiați sirieni și irakieni sosesc din Turcia în Grecia

Strămutarea forțată are loc frecvent în timpul războiului. Odată cu izbucnirea unui conflict, mulți oameni își părăsesc locuințele de teama pentru propria viață și pentru siguranța familiilor lor, devenind fie strămutați intern, fie refugiați în alte țări.
Persoanele strămutate intern sunt vulnerabile, deoarece nu beneficiază de drepturile și protecția oferite refugiaților prin sistemele internaționale. Aceste migrații forțate sunt adesea determinate de conflicte etnice, rasiale sau religioase. Pe de altă parte, strămutarea externă presupune exilul din propria țară, așa cum s-a întâmplat în cazul refugiaților sirieni. Aceste mișcări de populație au un impact economic major asupra țărilor de origine și celor care primesc refugiați.
În fața fluxului de refugiați, unele state au adoptat măsuri controversate. De exemplu, Australia a implementat „Pacific Solution” în 2001, trimițând solicitanții de azil pe insula Nauru, unde aceștia trăiau în condiții precare până la obținerea statutului de refugiat. Politica a fost criticată ca fiind ineficientă și costisitoare, fiind în cele din urmă abandonată în 2007.
În timpul războiului civil din Sri Lanka, strămutarea a dus la sărăcirea masivă a populației, femeile și copiii fiind cei mai vulnerabili. Femeile cap de familie câștigau deja mai puțin decât bărbații, iar după strămutare veniturile lor au scăzut cu 76%, în timp ce bărbații au pierdut 80% din venituri. Cu toate acestea, bărbații aveau mai multe oportunități de a rămâne deasupra pragului sărăciei, datorită accesului la locuri de muncă în construcții sau sectorul public. În schimb, femeile, care se bazau pe muncă informală, s-au confruntat cu dificultăți mai mari, neavând resursele necesare pentru a-și continua activitatea economică.

### Traume psihologice
Serviciul militar în zone de luptă crește riscul de tulburare de stres posttraumatic (PTSD), care poate apărea chiar și cu întârziere la un sfert dintre cei afectați.
Refugiații sunt deosebit de vulnerabili la PTSD din cauza experiențelor traumatizante și a dificultăților întâmpinate. Femeile, vârstnicii și minorii neînsoțiți sunt cei mai expuși, iar stresul posttraumatic și depresia le afectează adesea succesul educațional și integrarea.

### Dificultăți specifice de gen

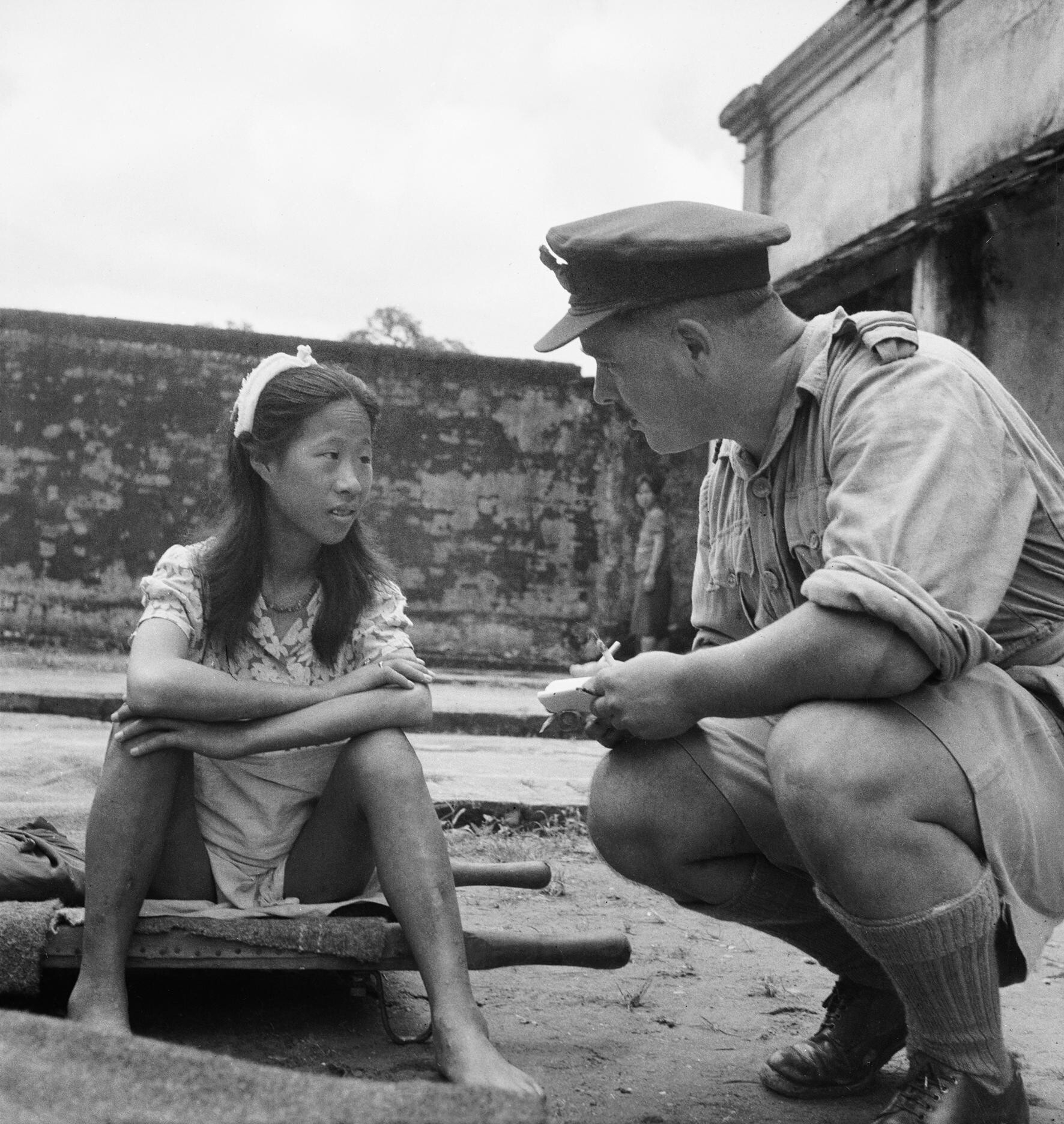
Fată chineză dintr-unul din „batalioanele de confort” ale Armatei Japoneze

Conflictul afectează atât femeile, cât și bărbații, dar generează dificultăți specifice de gen ignorate la nivel global. Femeile sunt mai predispuse să moară din cauze indirecte, precum lipsa accesului la servicii medicale, hrană sau igienă, în timp ce bărbații mor mai frecvent din violență directă. Războiul amplifică inegalitățile existente, crescând vulnerabilitatea femeilor la violență sexuală și exploatare.
Declarația de la Beijing a subliniat că pacea este strâns legată de egalitatea de gen și de dezvoltarea post-conflict. Studiile arată că, în perioade de pace, femeile au o speranță de viață mai mare decât bărbații, dar în timpul conflictelor, acest decalaj se reduce semnificativ. Războiul are consecințe economice severe asupra femeilor, mai ales când își pierd partenerii și devin singurele responsabile pentru întreținerea familiei. Multe sunt forțate să preia roluri tradițional masculine, intrând pe piața muncii pentru supraviețuire.
Violența sexuală în timpul conflictelor rămâne o problemă majoră, dar raportarea cazurilor este limitată din cauza fricii de represalii, stigmatizării sociale și dificultăților juridice. Lipsa dovezilor și obstacolele din sistemul de justiție fac ca urmărirea penală a agresorilor să fie extrem de dificilă.

### Mediu

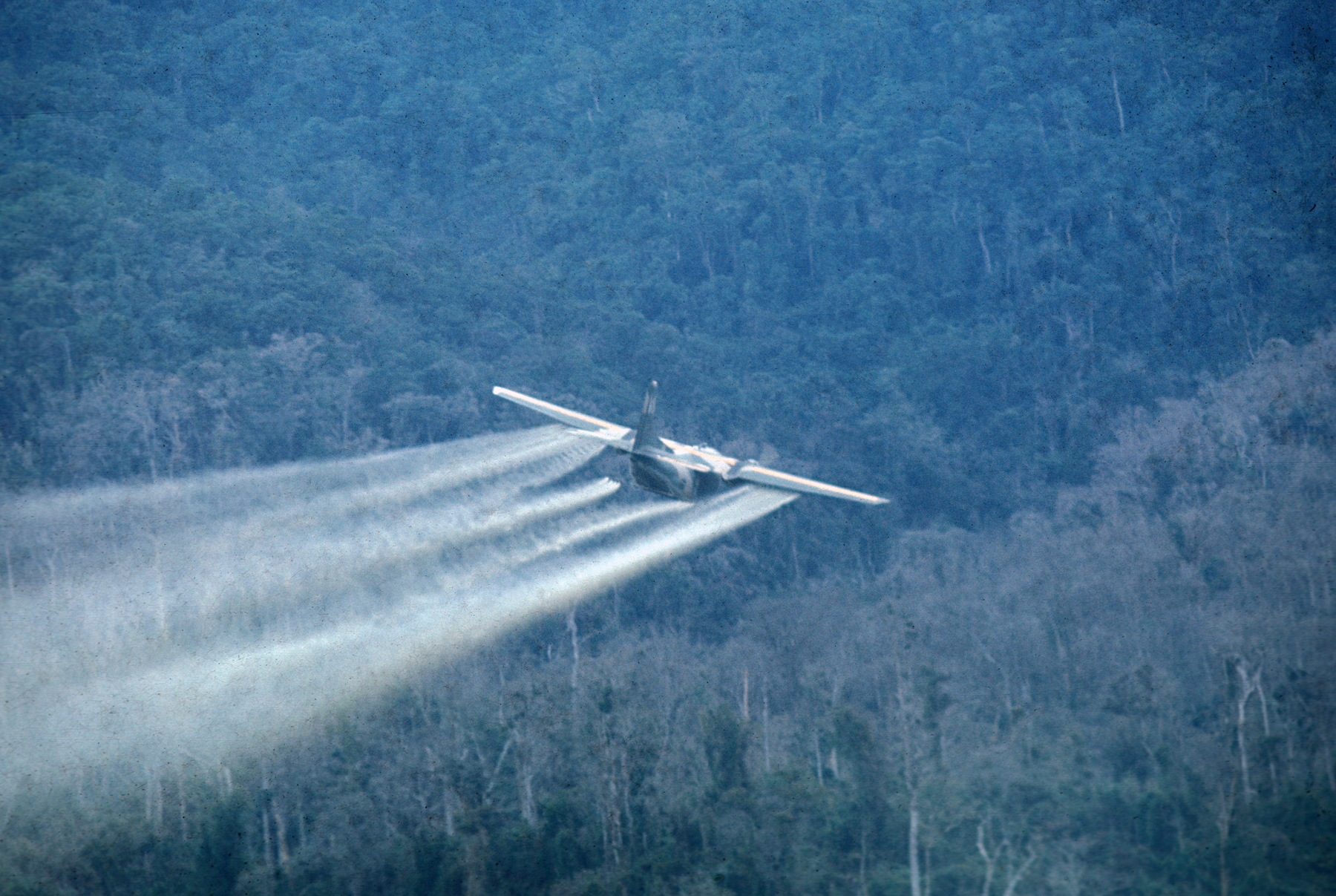
Avion care pulverizează Agent Orange pe pădurile din Vietnam în 1960

Războiul contribuie la degradarea mediului în două moduri principale: distrugerea directă a ecosistemelor și impactul indirect prin pierderea resurselor esențiale pentru supraviețuirea speciilor.
Utilizarea uraniului sărăcit de către armata SUA în Războiul din Golf a fost asociată cu apariția unor focare de cancer în sudul Irakului. De asemenea, utilizarea agentului toxic Agent Orange în timpul Războiului din Vietnam a avut consecințe grave: guvernul vietnamez estimează că 400.000 de persoane au fost ucise sau mutilate, 200.000 au dezvoltat cancer, iar 500.000 de copii s-au născut cu malformații asociate expunerii la această substanță.

### Patrimoniul cultural
În timpul unui război, bunurile culturale sunt amenințate cu distrugerea, confiscarea, jafurile și furturile. Patrimoniul cultural poate include descoperiri arheologice, situri de excavații, arhive, biblioteci, muzee și monumente, care sunt adesea vandalizate sau furate de părțile aflate în conflict pentru a finanța războiul. Deși există reglementări legale internaționale, acestea sunt adesea încălcate. Pe lângă suferința umană cauzată de război și conflictele armate, aproximativ trei sferturi din toate bunurile culturale realizate de om, care reprezintă mărturii ale creativității umane, au fost distruse astfel. În schimb, doar aproximativ un sfert din toate bunurile culturale au fost distruse de dezastre naturale sau au dispărut permanent din cauza deteriorării normale. Printre migranții forțați se află adesea părți semnificative de artiști și alți creativi, ceea ce face ca efectele războiului să fie deosebit de dăunătoare pentru potențialul creativ al unei țări pe termen lung.
Conform lui Karl von Habsburg, distrugerea bunurilor culturale face parte din războiul psihologic, deoarece ținta atacului este identitatea adversarului, de aceea bunurile culturale simbolice devin principalele ținte. În timpul celui de-al Doilea Război Mondial, de exemplu, Germania nazistă a furat obiecte de artă din mari părți ale Europei.

### Formarea statului
Războiul ajunge să afecteze structurile guvernamentale împreună cu oamenii aflați la putere. De multe ori, un regim este înlăturat și sunt puse în aplicare noi forme de guvernare.
Politologul Jeffrey Herbst susține că războiul interstatal este un factor necesar în formarea statelor puternice. Folosind istoricul formării statelor din Europa ca model, Herbst identifică războiul interstatal ca factorul care a permis statelor să colecteze eficient venituri și să genereze un spirit de naționalism, două rezultate pe care le consideră „dezvoltări cruciale” în formarea statelor puternice. Războiul crește atât stimulentul unui lider de a stabili un sistem de impozitare eficient, cât și disponibilitatea populației de a accepta impozite mai mari. Existența unei amenințări externe este un impuls puternic pentru dezvoltarea unui stat cooperant sau unificat. Deoarece sistemul de colectare a veniturilor, rata crescută de impozitare și spiritul de naționalism persistă de obicei după încheierea războiului, războiul poate avea consecințe pe termen lung asupra formării unui stat. Acest lucru este valabil mai ales pentru statele din regiunile sau perioadele de război constant, deoarece statele de obicei ori s-au adaptat, ori au fost cucerite.
Charles Tilly, sociolog american, politolog și istoric, susține că în contextul istoriei europene, „războiul creează state”. Deși scopurile războiului erau extinderea teritoriului și limitarea sau depășirea statelor vecine, procesul de război a generat fără intenție construirea statului în stil european.
Războiul a dus la formarea statului în patru moduri:
1. Războiul care a dus la eliminarea rivalilor locali a dat naștere unui stat puternic și centralizat, care deținea un monopol pe violență la scară largă.
2. În cele din urmă, acest monopol pe violență a fost extins pentru a servi clienților sau susținătorilor statului. Acest lucru a încurajat pacificarea, a dus la formarea forțelor de poliție și a oferit protecție ca serviciu de stat.
3. Războiul și expansiunea militară nu ar fi fost posibile fără extragerea resurselor din populație și acumularea de capital. Istoric, acest lucru a dus la înființarea instituțiilor fiscale și contabile pentru colectarea taxelor de la populație pentru a susține războiul.
4. În cele din urmă, instanțele de judecată, garanțiile drepturilor și instituțiile reprezentative au fost cerute de populațiile statului, a căror rezistență la război și formarea statului a dus la concesii din partea statului. Acest lucru a permis populației să își protejeze proprietatea individuală fără a permite utilizarea forței, ceea ce ar fi compromis monopolul statului asupra violenței.

Războiul și extragerea, protecția și formarea statului care au urmat au fost interdependente. Tilly susține în final că interacțiunile dintre aceste patru procese au influențat experiența clasică de formare a statului european.

### Efectele războiului asupra țărilor vecine conflictelor
Țările aflate la granița unui război sunt adesea afectate direct și indirect de războiul din vecinătatea lor. În primul rând, aceste state pot experimenta o presiune semnificativă din cauza fluxurilor mari de refugiați care fug din zonele de război, ceea ce pune o povară pe resursele și infrastructura lor. De asemenea, conflictele pot destabiliza regiunile învecinate prin creșterea criminalității transfrontaliere și prin proliferarea armamentului ilegal. Economiile țărilor vecine pot fi afectate de perturbarea comerțului și de instabilitatea regiunii. Războiul poate limita accesul la piețele regionale și poate spori costurile de securitate, întrucât statele vecine trebuie să aloce resurse pentru protejarea granițelor lor și prevenirea răspândirii conflictului. Relațiile politice și economice între statele vecine pot deveni tensionate din cauza diferențelor de viziune asupra modului de gestionare a conflictului și a refugiaților. Uneori, statele vecine pot deveni implicate indirect în conflictul în sine, sprijinind una dintre părțile aflate în război sau suferind atacuri transfrontaliere. Astfel, aceste țări se află adesea într-o poziție vulnerabilă, în fața unui risc constant de instabilitate.